# Ефес
 Тази статия е за древния град.  За дръжката на оръжия вижте Ефес (устройство).  
Ефес (на гръцки: Ἔφεσος; на латински: Ephesus; на турски: Efes) е бил един от най-важните и древни гръцки градове в Мала Азия, днес в Турция. Разположен е на около 50 км южно от Измир, днес недалеч от турския бряг на Егейско море, а в Античността е бил на самия бряг при устието на река Кючук Мендерес, която с времето запълва устието и градът вече не е на крайбрежието.
Славата на Ефес се дължи в голяма степен на местния култ към източната богиня на плодородието, с времето отъждествена с гръцката богиня Артемида. Поклонението на богинята се извършва от незапомнени времена, но през първата половина на VI век пр.н.е. започва строителство на храм на Артемида, превърнал се в едно от седемте чудеса на античния свят.
Градът е основан като пристанище на брега на Егейско море и бързо се развива вследствие на търговията. Към 500 г. е пренесен на хълма Айясолук близо до днешния град Селджук, тъй като заливът се запълнил с наноси. Впоследствие морето продължило да отстъпва и това става причина за упадъка на града. Земетресения и свлачища окончателно погребват руините и така ги съхраняват за археолозите. В днешно време развалините на Ефес, в голямата си част реконструирани, се намират на около 6 километра от морския бряг на седловината между два хълма.
Ефес и неговите жители се споменават многократно в Деяния на апостолите. Ефеската църква фигурира в Откровение на Йоан като една от седемте църкви на Апокалипсиса.
Първите археологически разкопки са направени през 1869 г. от английски учени, които разкриват града на хълма, преместен там от Лизимах и така светът научава за красотата на античния град. В днешно време археологическата зона на Ефес заема над десет километра в околностите на турския град Селджук, в чийто музей са събрани уникалните находки.

## История

### Неолит и бронзова епоха
Околностите на града били населени още през неолита, за което свидетелстват разкопки на могилите Арвалъ и Кукуричи.
При разкопки от последните години са намерени селища от ранната бронзова епоха на хълма Аязулук. В 1954 г. недалеч от развалините на базиликата на Св. Йоан е намерено гробище от микенския период (1500 – 1400 г. пр.н.е.). Сред находките има керамични изделия.
Според хетски източници градът се наричал Апаса (Апаша), откъдето произлиза по-късното Ефес, и за кратко е столица на конфедерация или царство Арцава, враждебно на хетите и съюзник на ахейците.
След хетския период в края на бронзовата епоха Ефес е столица на неголямата карийска държава, след което тук пристигат и се заселват йонийски гърци от Атина.

### Йонийски период
До превземането на града от царя на Лидия Крез през 560 г. пр.н.е. Ефес е разположен на север от бъдещия град, прочут с храма на Артемида (Артемизион) – едно от седемте чудеса на древния свят, построен на ново и през 296 г. пр.н.е. от царя на Тракия Лизимах преместен на сегашното място и преименуван за известно време на името на жена му Арсиноя. След това Ефес става голям пристанищен град, заемащ 350 хектара и от 189 пр.н.е. до 133 пр.н.е. влиза в състава на Пергамското царство, а след 133 г. пр.н.е. в Римската империя, като един от най-важните градове и седалище на проконсула на провинция Азия. През късната античност запазва значението си като място на поклонение и седалище на епископа на Азиатския (държавно-административен) диоцез.
В Новия завет Ефес е известен с това, че апостол Павел оставя Тимотей в Ефес („Тогава градският писар, като въдвори тишина между народа, каза: Ефесяни, кой е оня човек, който не знае, че град Ефес е пазач на капището на великата Диана и на падналия от Юпитера идол?“ // Деяния на апостолите19:35), както и с „Послание на св. ап. Павел до Ефесяни“. Християните на Ефес са адресати и на едно от Седемте писма до Малоазиатските църкви („До ангела на ефеската църква“ // Откровение на Йоан 2:1 – 7). Съществува легенда, че след Възнесение Христово Св. Богородица с жените около Исус Христос и апостол Йоан са се заселили в Ефес и живели там до Успение Богородично, където са просвещавали и лекували.
През 431 г. император Теодосий II свиква там Третия вселенски събор, а през 449 г. там се състои т.нар. „разбойнически“ събор. До днес са запазени 85 м от сградата и кръщелния купол на църквата „Св. Богородица“, в която са се състояли съборите. Ефес губи значението си през византийско време, преди всичко заради отдръпването на морето от пристанището. През 1090 г., малко преди Първия кръстоносен поход, Ефес е превзет от селджуците. Поради запълването на залива по време на османците на хълма в близост е основано селището Аясолук (Ayasoluk), преименувано по-късно на Селджук (Selçuk), съществуващ и днес.

## Археологически разкопки
Археологическите изследвания в Ефес започват през XIX век с търсенето на останките на храма на Артемида от англичанина Джон Ууд, изпратен от Британския музей. При това се откриват първите участъци от древния град. След края на XIX век планомерни разкопки провеждат главно археолози от основания от Ото Бендорф Австрийски археологически институт и разкриват обширни райони на града, предимно обществени здания, но също така и големи частни жилища, между които т.нар. „терасирани къщи“ (на южния сенчест склон на хълма), в които са запазени ценни мозайки.
Австрийските археолози провеждат реставрационни работи по съвременна методология, отчасти след конгреси на специалисти. Така например монументалната Библиотека на Целз (Celsus) от II век е реставрирана с използване на оригинални фрагменти, но реконструираната фасада се възприема от някои като „черга от парчета“. След голямото земетресение се налага някои ценни сгради, като храмът на Адриан и двата театъра да бъдат частично реконструирани по метода анастилоза. Една от сградите е описаната в Деяния на апостолите в сцената с апостол Павел и търговците на религиозни предмети.
Междувременно тези реставрирани сгради, както и църквата „Св. Богородица“, стават притегателни туристически обекти. На фасадата на Библиотеката на Целз за пръв път на римска постройка се установява лека извивка, която прави зданието по-изящно. Подобно нещо дотогава е известно само при древногръцки храмове.
Важни археологически находки от преди сто години се намират днес във виенския дворец Хофбург – Ephesos Museum. Днес находките, както е международно прието, се съхраняват в музеи в близост до разкопките – например в музея Селджук.

## Личности
- Хераклит, философ, роден ок. 535 пр.н.е. в Ефес.
- Херострат, подпалвач на храма на Артемида за да придобие слава.
- Ханибал е живял известно време в изгнание в Ефес.
- Менандер (Ефес)
- Ксенофон от Ефес, автор на романа Ephesiaca (по римско време).
- Апостол Йоан (Евангелист) пребивава в Ефес. Църквата „Св. Йоан Евангелист“ е построена от Юстиниан I на хълма над храма на Артемида в Ефес.
- Света Богородица според католическата църква е починала в Ефес, но според православната в Йерусалим. Предполагаемият ѝ дом в близост до Ефес днес е място за поклонение както на християните, така и на мюсюлманите, почитащи я като „майка на пророк“ (Мерием Ана).
- Тиберий Клавдий Аристион (Tiberius Claudius Aristio) – римски гражданин, прочут с разкошни градски здания в Ефес.
- Свети Седем отроци в Ефес, спасени от преследване като християни, събуждат се след 200-годишен сън в пещера на северния клон на хълма в Ефес.